# سراسينة أرجوانية
سراسينة أرجوانية (الاسم العلمي:Sarracenia purpurea) هي نوع من النباتات تتبع جنس السراسينة من الفصيلة السراسينية.